# بحر طویل
بحر طویل نوعی شعر یا نثر موزون در ادبیات فارسی است. قالب بحر طویل بیشتر برای بیان سخنان طنز یا هزل کاربرد دارد. اما برخی شعرهای جدی‌تر مانند مرثیه‌ و مُناظره‌ نیز با قالب بحرطویل نوشته شده‌اند.
بحر طویل» شعری را گویند که از تکرار غیر محدود پایه‌های عروضی ساخته شود و در حقیقت٬یک تفنن ادبی است که گاهی شعرا در آن طبعی آزموده و به آن صورت٬مطایبات و فکاهیاتی را به نظم آورده‌اند. در تعزیه‌ها و نوحه‌سرایی‌های قدیم نیز این شیوه٬ضمن محاورات و تقریرات٬به کار رفته‌است. هرچند بحر طویل را با تکرار اغلب افاعیل عروضی می‌توان ساخت اما «فعلاتن» بیشتر در ساخت این نوع ادبی به کار گرفته شده‌است.

## ساختار
بحر طویل قالبی شعری است که در آن برخلاف سایر قالب‌های شعر سنتی فارسی، مصراع‌های مساوی و بیت وجود ندارد. در عوض، بحر طویل از یک یا چند قسمت با نام بند تشکیل می‌شود که در هر بند یکی از افاعیل معین عروضی(معمولاً: با دَوَران وزن‌واژهٔ فعلاتن یا مفاعلن یا مفتعلن) به تعداد دلخواه تکرار می‌شود. هر بند به بخشهای هماهنگ که گاه مسجّع و هم قافیه هستند تقسیم شده‌است. معمولاً پایان بندها را قافیه و ردیفی که در پایان همه بندها تکرار می‌شود ؛مشخص می‌کند.

## پیشینه
سرودن بحر طویل از دوره صفویه به بعد مرسوم شده‌است. قدیمی‌ترین نمونه بحر طویل نامه‌ای است به ظاهر منثور که در کتاب «تاریخ طبرستان و رویان و مازندران» (۸۸۱ قمری) تألیف سید ظهیرالدین بن سید نصیرالدین مرعشی ضبط شده؛ اما از نظر شکل و وزن، بحر طویل محسوب می‌شود.

## نمونه
بحر طویلی از ابوالقاسم حالت:
آن شنیدم که یکی مرد دهاتی هوس دیدن تهران سرش افتاد و پس از مدت بسیار مدیدی و تقلای شدیدی به کف آورد زر و سیمی و رو کرد به تهران خوش و خندان و غزل‌خوان ز سر شوق و شعف گرم تماشای عمارات شد و می‌کرد به هر کوی گذرها و به هر سوی نظرها و به تحسین و تعجب نگران گشته به هر کوچه و بازار و خیابان و دکانی.
در خیابان به بنائی که بسی مرتفع و عالی و زیبا و نکو بود و مجلل نظر افکند و شد از دیدن آن خرم و خرسند و بزد یک دو سه لبخند و جلو آمد و مشغول تماشا شد و یک مرتبه افتاد دو چشمش به آسانسور ولی البته نبود آدم دل ساده که آن چیست؟ برای چه شده ساخته یا بهر چه کار است؟ فقط کرد بسویش نظر و چشم بدان دوخت زمانی.
ناگهان دید زنی پیر جلو آمد و آورد بر آن دکمه پهلوی آسانسور به سر انگشت فشاری و به یکباره چراغی بدرخشید و دری وا شد و پیدا شد از آن پشت اتاقی و زن پیر و زبون داخل آن گشت و درش نیز فروبست. دهاتی که همان‌طور به آن صحنه جالب نگران بود ز نو دید دگر باره همان در به همان جای زهم وا شد و این مرتبه یک خانم زیبا و پری چهره برون آمد از آن. مردک بیچاره به یکباره گرفتار تعجب شد و حیرت چو به رخسار زن تازه جوان خیره شد و دید که در چهره‌اش از پیری و زشتی ابداً نیست نشانی.

پیش خود گفت: که ما در توی ده اینهمه افسانه جادوگری و سحر شنیدیم ولی هیچ ندیدیم به چشم خودمان همچه فسون‌کاری و جادو که در این شهر نمایند و بدین سان به سهولت سر یک ربع زنی پیر مبدل به زن تازه جوانی شود افسوس کزین پیش نبودم من درویش از این کار خبر دار که آرم زن فرتوت و سیه چرده خود نیز به همراه در اینجا که شود باز جوان آن زن بیچاره و من هم سر پیری برم از دیدن او لذت و با او به ده خویش چو برگردم وزین واقعه یابند خبر اهل ده ما، همه ده را بگذارند که در شهر بیارند زن خویش چو دانند به شهر است اتاقی که درونش چو رود پیر زنی زشت، برون آید از آن خانم زیبای جوانی.
بحر طویلی از سید ابوالقاسم نباتی:
منبع چشمه هر کلمه که جاری شود از نطق و بیان، کام و زبان، اسم خداوند عظیم است
که از لطف و کرم داده به هر نوع بشر عقل و هنر، قوت ادراک دو ابرو و دو گوش و دو بصر عارض مانند قمر، سرو قد و موی کمر کاسه سر مدّ نظر، هوش و بر و دوش و بنا گوش و لب نوش و خط عنبر ریحان
دو صف لشکر مژگان، دهان پسته خندان ز لب لعل بدخشان ز صنعش شده منظوم چنان گوهر دندان که یکی پیش خردمند بُود به ز هزاران دُر و مرجان.
عجب گردن مینا و قد و قامت رعنا و خم طرّه و گیسوی گره در گره و زلف معنبر که فزونست به رنگ از شب یلدا؛ و زهی خالق یکتا که ازآنست هویدا همه اشیاء، جمیع همه لولو لا لا.
یاقوت و عقیق یمن و لعل بدخشان، چه در دشت و بیابان چه در بحر عیان گوهر رخشان، همه لولو شهوار.
کسی کو که تماشا بکند حکمت اسرار خدا را؟
لامکانیست که موجود شد از امر وی این گنبد دوار و نُه افلاک و مه و مهر پر انوار و بروج و قمر و شمس
که باشند گهی تند و گهی کند و گهی گرم و گهی سرد و گهی روز فزونست و گهی شب.
آنچنان خالق بی مثل و نظیر است که از قدرت خود خلق نمود این دو جهان را چه دنیا و چه عقبی و چه جنّ و چه بشر و آدم و حوا و چه جبریل و میکائیل و چه عیسی و چه موسی که کرم کرد ز لطفش به یکی محیی اموات و به یک نور تجلی و دگر معجز شعبان از آنست همه چرخ معلّی و سماوات و حجابات و مقامات و کرامات، چه لاهوت و چه ناسوت و دراینجا شده مبهوت جمیع رسل و آدمی و جنّ و پری، گبر و مسلمان و دگر حوری و غلمان.
غلط کردم؛ اگر بود در این عرصه مرا محرم رازی که نگفتی به کسی سرّ نهانم. بنشستیم به هم هر دو به کف ساغر مینا به طرب رقص کنان، گفتمی این سر خفا را.
من بیچاره چه سان شرح دهم حمد و ثنایش، انتها نیست، رسد بر همه جا ابر عطایش قادر واحد یکتاست که از نقش بدیعش شده ظاهر ز سر خاک چه ازهار و چه احجار و چه کهسار و چه اثمار لذیذ و چه گل و سنبل و انهار و چه اشجار، و طرفِ چمن و غلغل قمری و دگر چهچه بلبل که ز عشق گل و گلشن شده سرمست و غزل‌خوان
و گهی ناله و افغان و گهی واله و حیران.
بیا ای دل نادان و برو سوی گلستان و نظر کن به درختان و به مرغان خوش الحان و ببین حالت ایشان، تو در فصل بهاران، بشرطی که زنی باده ریحان، به یک یار موافق که بود همدم صادق نه چو یاران منافق که زند با تو شراب و بزند سنگ به جامت.
ز کفم شد سر مطلب چو گذشتم به گلستان.
بگشا دیده بینا و نگه کن به سر برگ درختان، که هر یک به چه سان آمده در وجد و سماع، راز و نیاز دل خود را به صد الحاح و تضرّع به نسیم سحر خوش خبر نامه بر عاشق مهجور عیان کرده بگوئید که ای باد صبا بهر خدا عرضه ما را برسان در بر آن دلبر عاشق‌کش بی رحم بگو ای بت خون‌خوار جفا کار و دل‌آزار که با جور خزان دیده همین بهر وصال تو ستمگر به صد امّید به این وادی پر خوف و خطر روی نهادیم که دیگر نکنی این همه بیداد به رحم آمده خود را بنمایی ز پس پرده و یکدم بنوازی دل غمدون ستمدیده ما را.
بعد از اظهار کمالات و صفات احد واحد و قیّوم نباشد سخنی لایق و مرغوب مگر نعت و ثنای خلف ارشد آدم، سبب خلقت عالم، به نسب از همه اعظم، به حسب از همه اکرم، سر دیباچه دانش، ورق دفتر بینش که اگر علّت غائی نشدی ذات شریفش به خدا منظر و منظور نبودی به جهان هیچ وجودی و نجنبید سر برگ گیاهی، نه جمادات و نبادات، نه عرش و نه سماوات و نه فردوس و نه دوزخ نه خرابات و مناجات نه لوح و قلم و کرسی و افلاک و کواکب، مه و خورشید و شب و روز و مه و سال چه صیف و چه شتا و چه خریف و چه بهار و همه از حرمت نورش اثر سایه بدیدند از آن مهر نبوّت به امم آیت رحمت، به جز او نیست شهنشاه قیامت که بنامست محمّد، لقبش احمد محمود و ابوالقاسم خیر البشر و سیّد کونین، بنی عمّ شه تخت سلونی که بُود حیدر و صفدر، وصی احمد مرسل
علی عالی اعلی، ولی والی والا که بُود قدرت یزدان خدم درگه او قنبر و سلمان ابوالمعجن و مقداد و ابوذر
که بسی به بُود از قیصر روم و شه ترک و عجم و چین و خطا و ختن و هند و بخارا.